# Cyrtopogon montanus
Cyrtopogon montanus là một loài ruồi trong họ Asilidae. Cyrtopogon montanus được Loew miêu tả năm 1874.